# پچینتسی
پچینتسی (به صربی: Pećinci) یک شهرستان در صربستان است که در ناحیه سرم واقع شده‌است. پچینتسی ۸۳ متر بالاتر از سطح دریا واقع شده‌است.